# Finnische Demokratische Republik
Die Finnische Demokratische Republik oder Demokratische Republik Finnland, finnisch: Suomen kansanvaltainen tasavalta, schwedisch: Demokratiska Republiken Finland war ein lediglich vom 1. Dezember 1939 bis zum 12. März 1940 bestehender Satellitenstaat der Sowjetunion. Präsident der Marionettenregierung war Otto Ville Kuusinen. Das Staatsgebiet bestand überwiegend aus den von der Roten Armee im Winterkrieg eroberten Gebieten Kareliens im Osten Finnlands (nicht zu verwechseln mit der 2010 aufgehobenen Provinz Ostfinnland).
Die offizielle Hauptstadt war Helsinki (im nicht besetzten Teil Finnlands), die De-facto-Hauptstadt war Terijoki, heute Selenogorsk. Am 31. März 1940 wurde das Gebiet der vormaligen Karelischen Autonomen Sozialistischen Sowjetrepublik angegliedert und bildete als Karelo-Finnische Sozialistische Sowjetrepublik bis 1956 eine eigenständige Unionsrepublik innerhalb der Sowjetunion.